# Champomy
Champomy est une marque commerciale française de jus de fruit pasteurisé, non alcoolisé et clarifié et de jus à base de concentré de jus de fruit gazéifié et appartenant à Orangina Suntory France. L'aspect de la boisson et de sa bouteille imite celui du champagne.

## Historique
Champomy est créée en 1989 par Pampryl et est présentée comme « la première boisson festive pour enfants ».
Elle fait partie du groupe Pernod Ricard jusqu'en 2001, au sein de l'entité jus de fruits et cidres nommée CSR. Lors de la fusion en 2000 entre Pampryl et Orangina, Champomy se retrouve au sein de Orangina-Pampryl, devenu Orangina Schweppes en 2006.
Mai 2003 : deux nouvelles déclinaisons sont lancées : « pomme-pêche », puis « pomme-raisin ».
Champomy contient 100 % de pur jus de pomme pasteurisé et clarifié (Champomy pomme) ou 90 % de pur jus de pomme et 10% de jus à base de concentré de jus de fruit (Champomy pomme-pêche et pomme-raisin).
Janvier 2011 : la marque lance son nouveau site internet.
Mai 2011 : Champomy inaugure un nouveau concept d'animations à destination des enfants : celles-ci, organisées à domicile, intègrent de la décoration, des jeux et l'intervention d'un disc jockey.

## Polémiques
La marque est accusée d'encourager indirectement la consommation d'alcool auprès des jeunes consommateurs (comme par exemple certaines marques de cigarettes en chocolat).
En 2007, le Tribunal de grande instance de Paris a rejeté la plainte du Comité interprofessionnel du vin de Champagne pour atteinte à l'appellation d'origine contrôlée « champagne ».